# Flughafentunnel (Zürich)
Der Flughafentunnel ist ein 1215 Meter langer, doppelspuriger Eisenbahntunnel im Kanton Zürich, in der Schweiz. Er bildet zusammen mit dem nordöstlich anschliessenden Hagenholztunnel und dem dazwischenliegenden, unterirdischen Flughafenbahnhof das zentrale Element der 1980 eröffneten, weitgehend unterirdisch verlaufenden Zürcher Flughafenlinie (Oerlikon–Bassersdorf) der Schweizerischen Bundesbahnen (SBB).
Der Bau der 6,4 Kilometer langen, zu rund zwei Drittel unterirdisch verlaufenden Flughafenlinie samt Flughafenbahnhof wurde Ende der 1960er-Jahre beschlossen und 1971 im Rahmen der dritten Bauetappe (1970–1976) des Flughafens Zürich begonnen. Eröffnet wurde die Flughafenlinie schliesslich am 1. Juni 1980 als erste ihrer Art in der Schweiz und übernahm dabei den gesamten Intercity-Verkehr Zürich–Winterthur. Obwohl als reine Intercity-Strecke ohne Zwischenstationen konzipiert, verkehren seit Inbetriebnahme der S-Bahn Zürich im Mai 1990 auch S-Bahnen über die Strecke.